# 성무용
성무용(成武鏞, 1943년 12월 1일~)은 대한민국의 기업인, 정치인이다. 제14대 국회의원과 민선 3·4·5대 천안시장을 역임하였다.

## 생애
1943년 충청남도 천안의 지주 집안에서 태어났다.
용산고등학교, 연세대학교 경영학 학사, 단국대학교 경영대학원 경영학 석사, 단국대학교 행정대학원 행정학 석사 학위를 거쳤다.
1992년 제14대 국회의원 선거에서 제14대 국회의원 직위에 재임했다.
1993년 천안상공회의소(현 충남북부상공회의소) 회장을 역임했다.
2002년 천안시장 직위에 재임했다.
2017년 배임, 횡령, 공직선거법 위반 혐의로 구속영장이 청구되었으나, 기각, 불구속 기소되었다.
수상으로는 새마을훈장 근면장, 충남지역개발상, 향군대휘장이 있다.

## 학력
- 1955년 천안남산초등학교 졸업
- 1958년 용산중학교 졸업
- 1961년 용산고등학교 졸업
- 1965년 연세대학교 상학 학사
- 1974년 연세대학교 경영대학원 경영학 수료
- 1992년 단국대학교 경영대학원 경영학 석사
- 1994년 단국대학교 행정대학원 행정학 석사

### 명예 박사 학위
- 2003년 천안대학교 경영학 명예박사
- 2010년 단국대학교 행정학 명예박사

## 경력
- 1982년 ~ 1996년 천안시야구협회 회장
- 1987년 ~ 1993년 천안상공회의소 부회장
- 1988년 ~ 1990년 민주정의당 충남 천안지구당 지구당위원장
- 1989년 ~ 1992년 충남야구협회 회장
- 1992년 ~ 1996년 제14대 국회의원(한나라당)
- 1993년 ~ 2002년 천안상공회의소 회장
- 1996년 대한광업진흥공사 이사장
- 2002년 ~ 2014년 민선 3·4·5대 천안시장
- 2010년 ~ 2012년 전국시장 군수 구청장협의회 대표회장

## 수상
- 새마을훈장 근면장
- 충남지역개발상
- 향군대휘장

## 미제 사건
2004년 취재진 사망
2004년 성무용 시장을 대상으로 취재를 한 오마이뉴스 기자가 괴한 2명에게 흉기에 찔려 사망했다. 이후 경찰 당국은 취재진이 싸움을 하다 죽은 것으로 판결했고 괴한 2명은 신원 불명으로 판정했다.
정치자금법 위반혐의
2019년 정치자금법 위반혐의로 유죄 확정판결을 받았다.
업무상배임 혐의

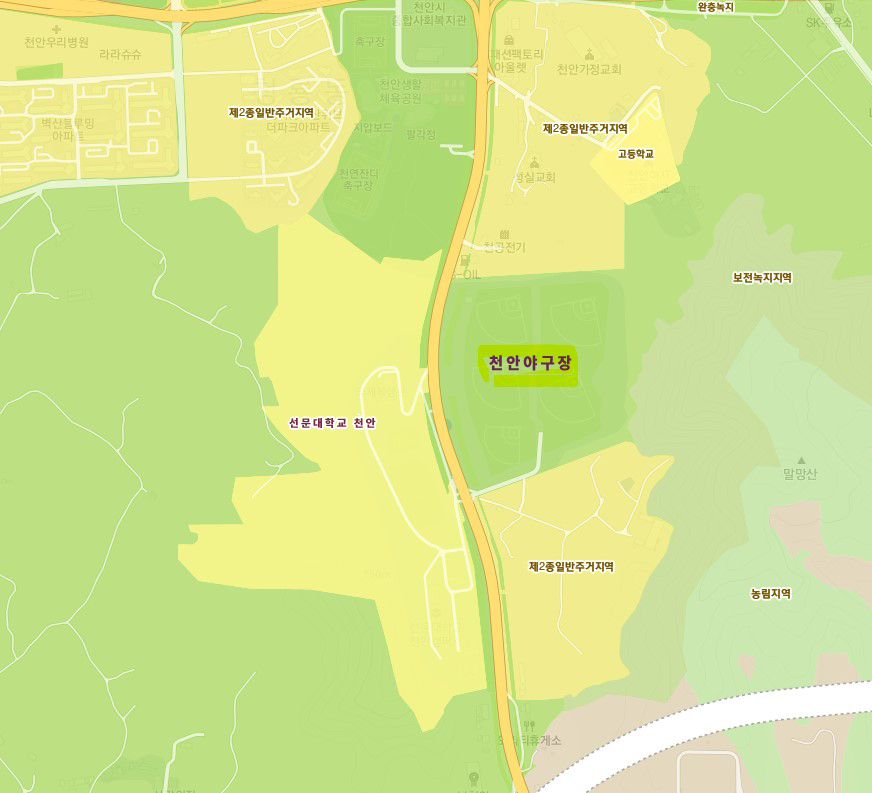
천안야구장 용도 -자연녹지

성무용 국회의원이 즐겨하던 취미는 승마, 수렵이다. 고성을 빌려서 비서들과 개들을 풀어 말을 타고 총으로 사냥터의 짐승이나 새 등을 잡는 것을 즐겨했다.
한편 천안시야구협회 회장, 충남야구협회 회장을 지냈다. 하지만 천안시장으로 직무를 수행하며 야구장 예산 780억 중 617억원을 투입하였고, 이중 540억을 토지보상금으로, 37억원을 시설비로 집행하였다. 문제가 된 점은 토지보상금 중 360억은 지인2명의 땅을 구매하였으며 해당지역 땅값이 50만원 수준이였으나 토지구매시점에서는 약 3배로 뛴 140~150만원 수준이였다는 것이다. 2004년 11월 부지 선정후 땅값이 오른 데는 예산확보가 늦어지면서 2008년 천안시가 야구장 부지와 맞닿은 녹지를 아파트를 지을 수 있는 2종 주거지역으로 다시 바뀐게 한몫했다.
2017년 야구장과 관련된 업무상배임 혐의로 기소되었다. 2019년에 징역 1년, 집행유예 3년을 선고받았다. 반면 천안야구장 조성과 관련해서는 “야구장 건립 추진 과정에서 절차상의 문제는 일부 있지만, 피고인이 지인들에게 재산상 이익을 주거나 천안시에 손해를 끼쳤다고 보기는 어렵다”며 무죄를 선고했다.

## 작품 활동

### 저술 활동
- 2005년 『아름다운 세상을 꿈꾸며』

## 역대 선거 결과
|  | 23.52% |

|  | 43.34% |

|  | 27.24% |

|  | 29.62% |

|  | 54.30% |

|  | 62.90% |

|  | 37.44% |